# 伊号第百五十二潜水艦
| 伊号第五十二潜水艦 |                                                                                               |
| 艦歴               |                                                                                               |
| 計画               | 1919年度(八六艦隊案)                                                                          |
| 起工               | 1922年2月14日                                                                                 |
| 進水               | 1923年6月12日                                                                                 |
| 就役               | 1925年5月20日竣工                                                                             |
| 除籍               | 1942年8月1日                                                                                  |
| その後             | 戦後解体                                                                                      |
| 性能諸元           |                                                                                               |
| 排水量             | 基準：1,390トン 常備：1,500トン 水中：2,500トン                                               |
| 全長               | 100.85m                                                                                       |
| 全幅               | 7.64m                                                                                         |
| 吃水               | 5.14m                                                                                         |
| 機関               | ズルツァー式3号ディーゼル2基2軸 水上：6,800馬力 水中：1,800馬力                               |
| 速力               | 水上：21.5kt 水中：7.7kt                                                                      |
| 航続距離           | 水上：10ktで10,000海里 水中：4ktで100海里                                                     |
| 燃料               | 重油：284.5t                                                                                  |
| 乗員               | 58名                                                                                          |
| 兵装               | 45口径12cm単装砲1門 8cm単装高角砲1門 53cm魚雷発射管 艦首6門、艦尾2門 六年式魚雷16本 Kチューブ |
| 備考               | 安全潜航深度：45.7m                                                                           |

伊号第百五十二潜水艦（いごうだいひゃくごじゅうにせんすいかん）は、大日本帝国海軍の潜水艦。艦級は海大2型で同型艦はない。1925年に竣工。竣工時は伊号第五十二潜水艦（初代）という名称であったが1942年に改称され伊号第百五十二潜水艦と称した。実戦に投入されることなく老朽化のために1942年8月1日に除籍。

## 概要
本艦（海大2型）は海大1型（伊号第五十一潜水艦 [I]）と同じく八六艦隊案で計画された。計画番号S25。伊51から約1年遅れた1925年(大正14年)5月20日に呉海軍工廠で竣工。呉鎮守府籍となる。
計画当初の艦名は第五十一潜水艦であったが、建造途中の1924年(大正13年)11月1日に伊号第五十二潜水艦と改名された。
本艦の主機はズルツァー社に依頼していた大出力ディーゼル機関（3,400馬力）が完成したためそれを搭載した。そのため主機は2基（伊51は1,300馬力ディーゼル4基）となり、船殻は通常の円形断面となった（伊51はめがね型）。また速力を増すため船体はより細長い形状となった。公試では速力21.5ノットを記録したが、新型機関は故障が多く、実用では19.5ノットがせいいっぱいであった。
兵装は12cm砲の他に8cm高角砲1門を装備したとされる。昭和に入り留式7.7mm機銃1挺と交換されたらしい。またケルビン式探信儀を装備したと言われる。
本艦は1隻のみの建造で同型艦はなく試験的な艦であった。後に本艦を改良した海大3型aおよび海大3型bが量産された。
1925年（大正14年）12月1日、伊51と共に第二艦隊第2潜水戦隊第17潜水隊を編成。
1927年（昭和2年）3月8日、広島湾の根拠地を出航しようとしたところ機関が爆発、乗組員5名が投げ出され重軽傷を負う事故が発生。母艦の長鯨で負傷者を呉海軍病院へ移送。
1928年（昭和3年）12月10日、第17潜水隊は呉鎮守府付属となる。
1935年（昭和10年）11月15日、第17潜水隊の解隊に伴い、呉鎮守府付属となる。
1939年（昭和14年）2月1日に舞鶴鎮守府籍となる。
太平洋戦争開戦時には呉鎮守府付属。老朽化のため専ら練習潜水艦として使用されていた。1942年（昭和17年）5月20日伊号第百五十二潜水艦と改称。
8月1日、伊152は除籍された。
その後は呉港に係留されたまま海軍潜水学校の練習艦として使用。
1946年（昭和21年）から1948年（昭和23年）にかけて播磨造船所呉船渠で解体された。

## 潜水隊の変遷
呉鎮守府籍の伊52は海大1型、海大3型aの伊53の3隻で1個潜水隊を編成し、呉鎮の固有番号を与えられて第17潜水隊を編成した。

### 第十七潜水隊
呉鎮守府籍の伊52と、海大1型の伊51、海大3型aの伊53の3隻で編成。呉で改修や練習に使用され、昭和10年11月15日に解隊された。
1925年(大正14年)12月1日：伊51、伊52で編成。第二艦隊第2潜水戦隊。
1927年(昭和2年)3月30日：竣工した伊53を編入。編成完結。
1928年(昭和3年)12月10日：呉鎮守府付属。
1935年(昭和10年)11月15日：解隊。伊51、伊52は呉鎮守府付属に、伊53は第18潜水隊にそれぞれ転出。
(1940年(昭和15年)4月1日：伊51除籍。)
(1942年(昭和17年)8月10日：伊152除籍。)

## 艦長
※『日本海軍史』第9巻・第10巻の「将官履歴」に基づく。
- （心得）松野省三 少佐：1924年9月2日[4] - 1925年12月1日
- 樋口修一郎 少佐：1925年12月1日 - 1927年12月1日
- 堀江吉正 中佐：1927年12月1日[5] - 1928年12月10日[6]
- 駒沢克己 少佐：1928年12月10日 - 1929年11月30日
- 福沢常吉 少佐：1929年11月30日 - 1930年12月1日
- 志波国彬 少佐：1930年12月1日[7] - 1931年7月16日[8]
- 久米幾次 少佐：1931年7月16日[8] - 1932年11月1日[9]
- 奥島章三郎 少佐：1932年11月1日[9] - 1933年4月10日[10]
- 松尾義保 少佐：1933年4月10日[10] - 1934年11月1日[11]
- 浜野元一 少佐：1934年11月1日[11] - 1935年7月3日[12]
- 奥島章三郎 少佐：1935年7月3日[12] - 1936年11月2日[13]
- 遠藤敬勇 少佐：1936年11月2日[13] - 1937年11月15日[14]
- 藤井明義 少佐：1937年11月15日 - 1938年12月15日
- 大谷清教 少佐：1938年12月15日[15] - 1939年2月20日[16]
- 七字恒雄 少佐：1939年2月20日[16] - 1939年11月1日[17]
- 広川隆 少佐：1939年11月1日[17] - 1940年10月15日[18]
- 川崎陸郎 少佐：1940年10月15日[18] - 1941年7月31日[19]
- 大田武 少佐：1941年7月31日[19] - 1941年10月31日[20]
- 関戸好密 少佐：1941年10月31日[20] -